# Conférence au sommet
Pour les articles homonymes, voir Conférence au sommet (homonymie).
Conférence au sommet est une pièce de théâtre écrite par le dramaturge britannique Robert David MacDonald en 1978.

## Résumé
Conférence au sommet est comédie sur les manières d'Eva Braun et de Clara Petacci, maîtresses respectives des dictateurs Adolf Hitler et Benito Mussolini.
Pendant qu’Hitler et le Duce sont en conférence, leurs maîtresses, Eva et Clara, servies par un jeune soldat, échangent en prenant le thé avant d’adopter le discours de leurs amants. Elles démasquent le juif qui se cache sous l’uniforme du soldat SS. Elles ont aussi gagné la guerre...

## Historique
La pièce est jouée pour la première fois en Angleterre en 1982 lors du Summit Conference. Les comédiens sont Gary Oldman, Georgina Hale et Glenda Jackson.
Elle est ensuite jouée pour la première fois en France à la Comédie-Française les 27 et 28 janvier 1987 avec Paule Noëlle dans le rôle de Clara Petacci, Geneviève Casile dans celui d'Eva Braun et Erick Deshors.